# Finanzgericht Rheinland-Pfalz

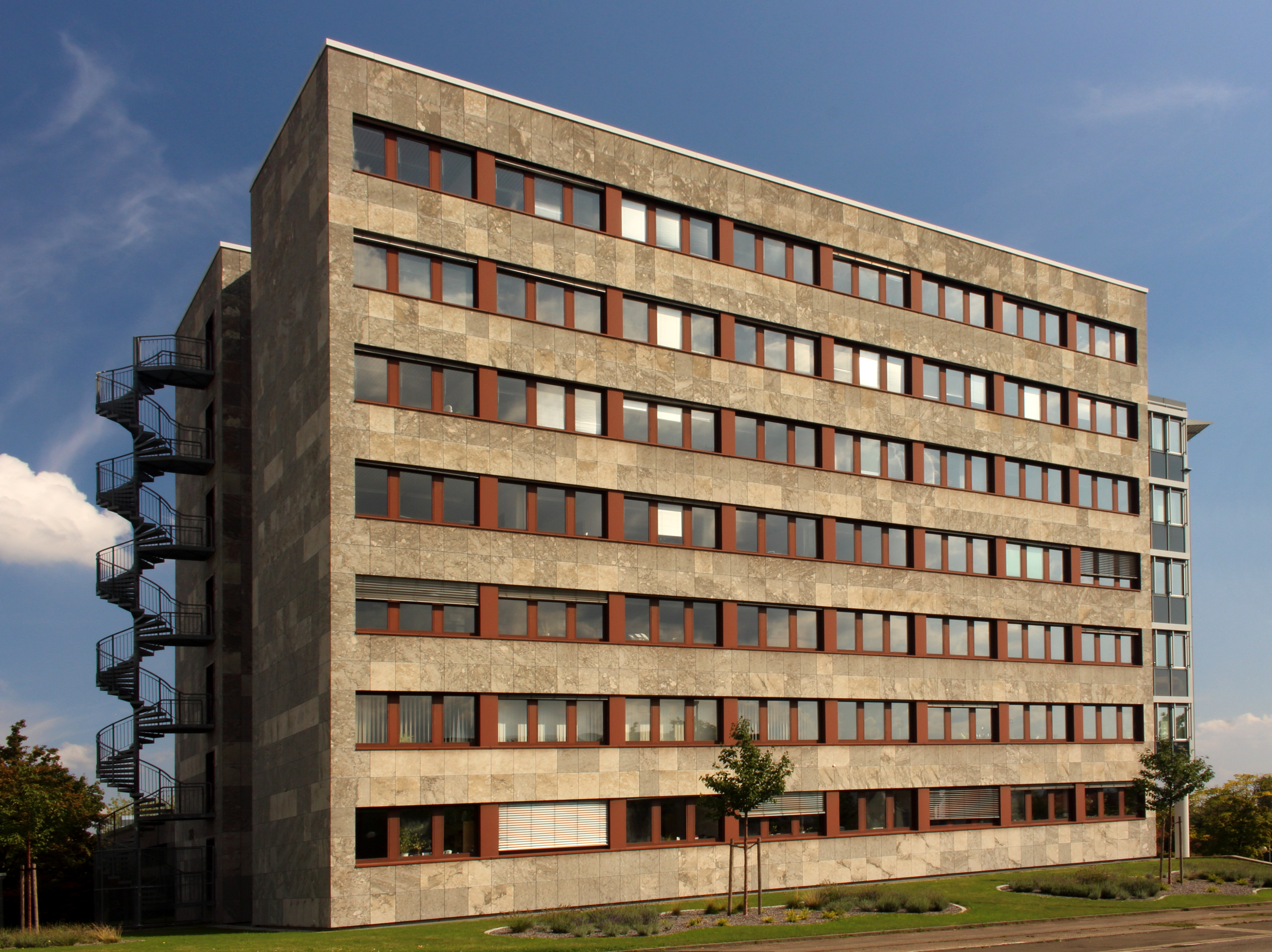
Gerichtsgebäude Robert-Stolz-Straße 20

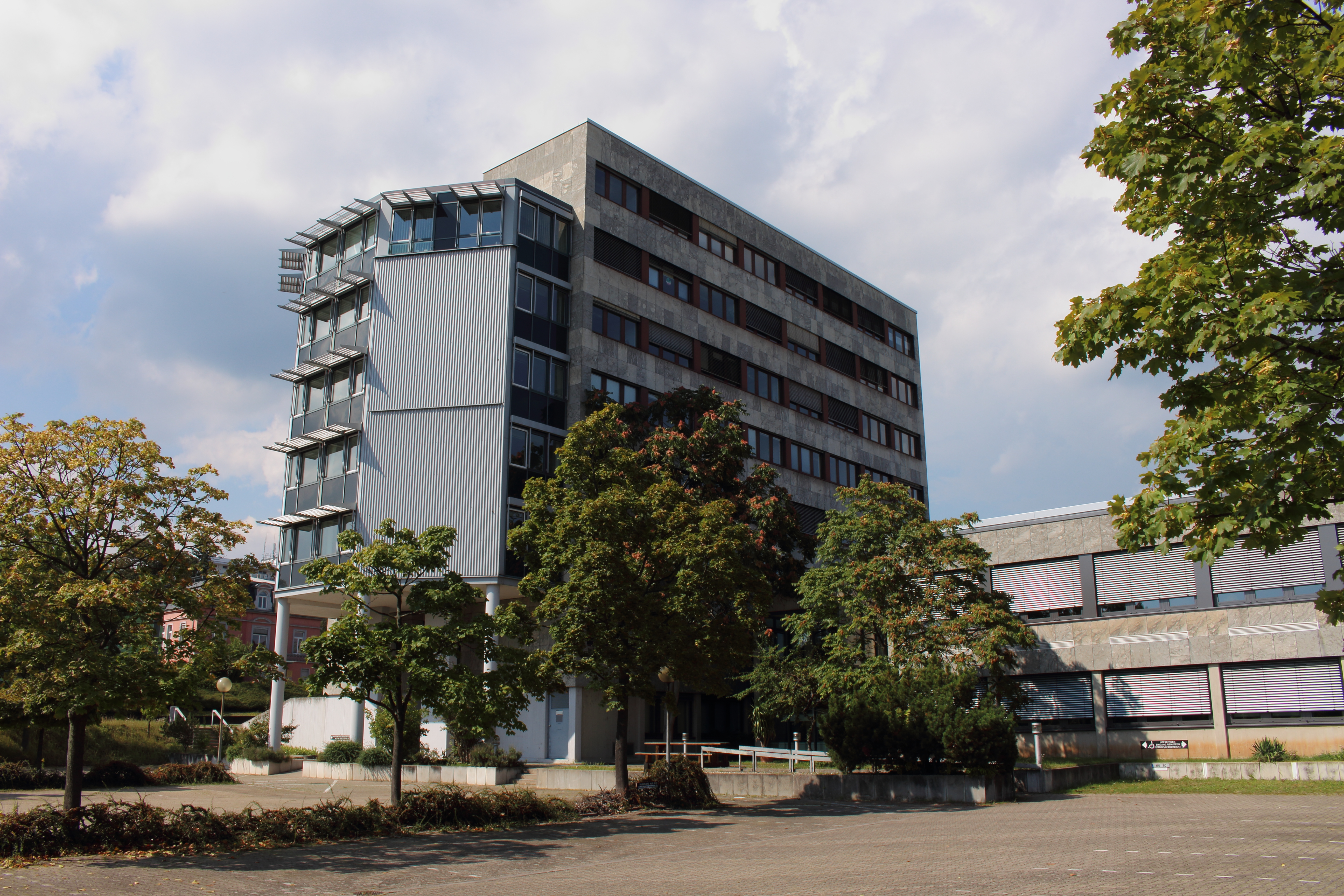
Gerichtsgebäude Robert-Stolz-Straße 20 Rückseite

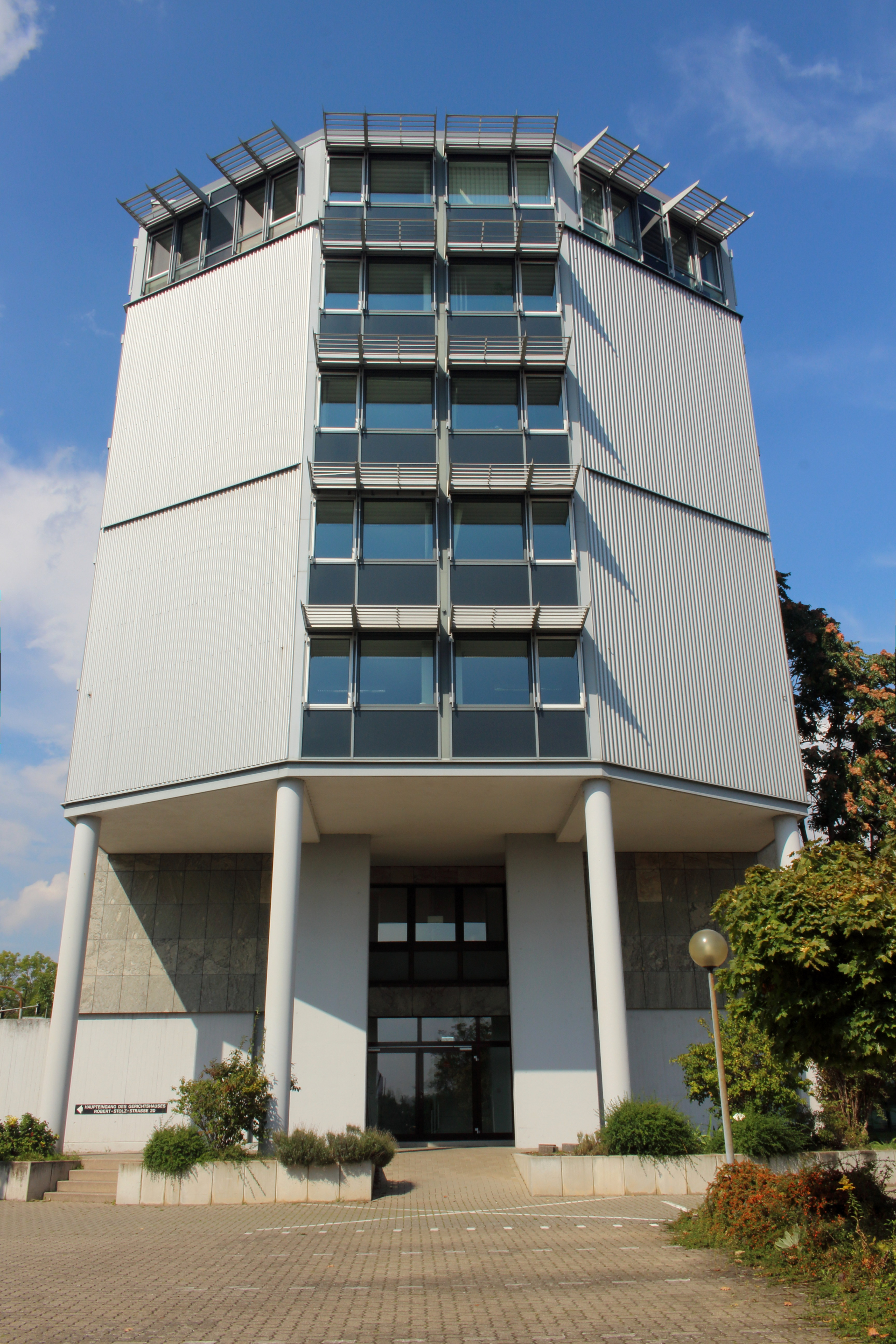
Gerichtsgebäude Robert-Stolz-Straße 20 Anbau

Das Finanzgericht Rheinland-Pfalz ist ein Gericht der Finanzgerichtsbarkeit und das einzige Finanzgericht des Bundeslandes Rheinland-Pfalz.

## Gerichtssitz und -bezirk
Das Finanzgericht Rheinland-Pfalz hat seinen Sitz in Neustadt an der Weinstraße. Der Gerichtsbezirk umfasst das Gebiet des ganzen Bundeslandes.

## Gerichtsgebäude
Das Gerichtsgebäude befindet sich in der Robert-Stolz-Str. 20 und beherbergt auch das Amts- und Verwaltungsgericht Neustadt an der Weinstraße.

## Instanzenzug
Da die Finanzgerichtsbarkeit zweistufig aufgebaut ist, ist das Finanzgericht Rheinland-Pfalz zwar gemäß § 2 FGO ein oberes Landesgericht, gleichwohl jedoch als Eingangsgericht in erster Instanz tätig. Ihm übergeordnet ist der Bundesfinanzhof in München.

## Leitung
- 1954–1959: Scheerer (* 8. Mai 1894)
- 1. Juni 1959 bis 1975: Wolfgang Schubert (* 2. Februar 1910)
- Ab 30. Juni 1975: Helmut Raskob (* 28. Juni 1921)
- Ab 11. Juli 1985: Franz Werner Geeb (* 7. Oktober 1926)
- Ab 22. November 1991: Horst Kröger
- Bis 2015: Rüdiger Orth
- April 2015 bis 31. Januar 2020: Ulrich Mildner[1]
- Seit 7. Juli 2020: Klaus Burghart[2]

## Geschichte
Das Finanzgericht wurde im Zuge der Reorganisation der deutschen Finanzgerichtsbarkeit durch die Alliierten mit Gesetz des Landes Rheinland-Pfalz vom 11. August 1949 errichtet.